# Coupe du Bénin
La Coupe du Bénin è una competizione ad eliminazione diretta del Benin.  Il secondo torneo per importanza nel paese dopo il campionato nazionale. È stata creata nel 1974.

## Albo d'oro
| Stagione  | Campione                        | Risultato           | Finalista                     |
| --------- | ------------------------------- | ------------------- | ----------------------------- |
| 1967      | Etoile Sportive Porto-Novo      |                     |                               |
| 1968      | Etoile Sportive Porto-Novo      |                     |                               |
| 1969      | Etoile Sportive Porto-Novo      |                     |                               |
| 1970      | Association Sportive Porto-Novo |                     |                               |
| 1971      | Alliance                        |                     |                               |
| 1972      | Association Sportive Porto-Novo |                     |                               |
| 1973      | Etoile Sportive Porto-Novo      |                     |                               |
| 1974      | Etoile Sportive Porto-Novo      |                     |                               |
| 1975-1977 | no disputada                    | no disputada        | no disputada                  |
| 1978      | Requins de l'Atlantique         |                     |                               |
| 1979      | Buffles du Borgou               |                     |                               |
| 1980      | no disputada                    | no disputada        | no disputada                  |
| 1981      | Requins de l'Atlantique         |                     |                               |
| 1982      | Buffles du Borgou               | 2-1                 | Université Nationale du Bénin |
| 1983      | Requins de l'Atlantique         |                     |                               |
| 1984      | Dragons de l'Ouémé              |                     |                               |
| 1985      | Dragons de l'Ouémé              |                     |                               |
| 1986      | Dragons de l'Ouémé              |                     |                               |
| 1987      | no disputada                    | no disputada        | no disputada                  |
| 1988      | Requins de l'Atlantique         |                     |                               |
| 1989      | Requins de l'Atlantique         | 3-0                 | ASMAP                         |
| 1990      | Dragons de l'Ouémé              |                     |                               |
| 1991      | Mogas 90 FC                     |                     |                               |
| 1992      | Mogas 90 FC                     | 1-1 (5-4 pen.)      | Dragons de l'Ouémé            |
| 1993      | Locomotive Cotonou              | 0-0 (4-3 pen.)      | Postel Sport FC               |
| 1994      | Mogas 90 FC                     |                     |                               |
| 1995      | Mogas 90 FC                     | 2-1                 | Toffa FC                      |
| 1996      | Université Nationale du Bénin   | 1-0                 | Requins de l'Atlantique       |
| 1997      | Energie Sport                   | 0-0 (9-8 pen.)      | Entente Force Armée           |
| 1998      | Mogas 90 FC                     | 1-0                 | Dragons de l'Ouémé            |
| 1999      | Mogas 90 FC                     |                     |                               |
| 2000      | Mogas 90 FC                     | 1-0                 | Buffles du Borgou             |
| 2001      | Buffles du Borgou               | 1-0                 | Dragons de l'Ouémé            |
| 2002      | Jeunesse Sportive Pobè          | 0-0, 1-1 (4-3 pen.) | Mogas 90 FC                   |
| 2003      | Mogas 90 FC                     | 1-0                 | Soleil FC                     |
| 2004      | Mogas 90 FC                     | 1-0                 | Requins de l'Atlantique       |
| 2005      | se desconoce                    | se desconoce        | se desconoce                  |
| 2006      | Dragons de l'Ouémé              | 0-0, 2-0            | Mogas 90 FC                   |
| 2007      | Université Nationale du Bénin   | 2-0                 | AS Oussou Saka                |
| 2008      | ASPAC FC (Cotonou)              | 1-0                 | Dadjè FC (Aplahoué)           |
| 2009      | se desconoce                    | se desconoce        | se desconoce                  |
| 2010      | se desconoce                    | se desconoce        | se desconoce                  |
| 2011      | Dragons de l'Ouémé              | 2-1                 | AS Oussou Saka                |
| 2012      | Mogas 90 FC                     | 3-0                 | Dragons de l'Ouémé            |
| 2013      | no se disputó                   | no se disputó       | no se disputó                 |
| 2014      | AS Police                       | 2-2 (4-3 pen.)      | Ayéma FC                      |

## Titoli per squadra
| Club               | Città      | Vittorie | Stagioni                                                   |
| ------------------ | ---------- | -------- | ---------------------------------------------------------- |
| Mogas 90           | Cotonou    | 10       | 1991, 1992, 1994, 1995, 1998, 1999, 2000, 2003, 2004, 2012 |
| Dragons            | Porto Novo | 6        | 1984, 1985, 1986, 1990, 2006, 2011                         |
| Requins            | Cotonou    | 5        | 1978, 1981, 1983, 1988, 1989                               |
| ES Porto-Novo      | Porto Novo | 5        | 1967, 1968, 1969, 1973, 1974                               |
| Buffles du Borgou  | Parakou    | 3        | 1979, 1982, 2001                                           |
| UNB                | Porto Novo | 3        | 1996, 2007                                                 |
| Porto-Novo         | Porto Novo | 2        | 1970, 1972                                                 |
| Energie            | Porto Novo | 1        | 1997                                                       |
| JA Plateau         | Pobè       | 1        | 2002                                                       |
| Locomotive Cotonou | Cotonou    | 1        | 1992                                                       |
| ASPAC              | Cotonou    | 1        | 2008                                                       |
| Alliance           |            | 1        | 1971                                                       |
| AS Police          |            | 1        | 2014                                                       |